# MascotCapsule
MascotCapsule（マスコットカプセル）は株式会社エイチアイの組み込み機器向け3Dレンダリングエンジンである。
演算にFPUを必要とせず、必要なメモリも少ないため、リソースの限られた組み込み機器や携帯電話などに向いている。
NTTドコモ、au（KDDI／沖縄セルラー電話）、ソフトバンクモバイル、ウィルコム、イー・モバイルなど日本国内全キャリアの携帯電話端末、およびモトローラ、ソニー・エリクソン・モバイルコミュニケーションズ、サムスン電子など海外の携帯電話端末に採用されており、搭載機器の世界累計出荷台数は６億台を超えている(2010年3月末現在)。
現在までに以下のバージョンが存在する。
- MascotCapsule V1～V4
- MascotCapsule nano
- MascotCapsule eruption
- MascotCapsule Renderion

2010年10月、立体視に対応した MascotCapsule eruptionSTを販売開始した。

## 特徴
- 携帯電話、携帯ゲーム機、PDA等の小型デバイスで3Dグラフィックス表示を行うためのネイティブソフトウェアライブラリです。
- 市販3Dツールで作成したデータを専用フォーマットへ変換し、それらのデータを使用して表示を行います。
- プリミティブのデータを直接指定して表示することも可能です。
- MascotCapsule V4は、OpenGL ESに対応し、3Dアクセラレータチップとの連携が可能なレンダリングエンジンです。

　　インターフェースは国際標準 M3G 1.0/1.1 (JSR184) にも対応しています。
- MascotCapsule eruptionは、表現力の向上と開発効率の向上を同時に両立させるというコンセプトをもとに開発された、リアルタイム3D描画エンジンです。国際標準規格であるOpenGL® ESに対応した、3Dアクセラレータチップとの連携が可能です。

（MascotCapsule Developer Network -Products- および
株式会社エイチアイ|製品紹介 より引用）

## 動作環境
- ライブラリサイズ：およそ V3 で100KB、V4/eruption で200KB
- ヒープ領域：800KBから1MBくらいが標準的（コンテンツに依存します）
- 動作環境：V3 ではARM7(100MHz)同等かそれ以上、V4/eruption ではARM9(100MHz)同等かそれ以上のパフォーマンスを持ったCPUを標準としています。

（MascotCapsule Developer Network -Products- および
株式会社エイチアイ|製品紹介 より引用）